# Smith & Wesson

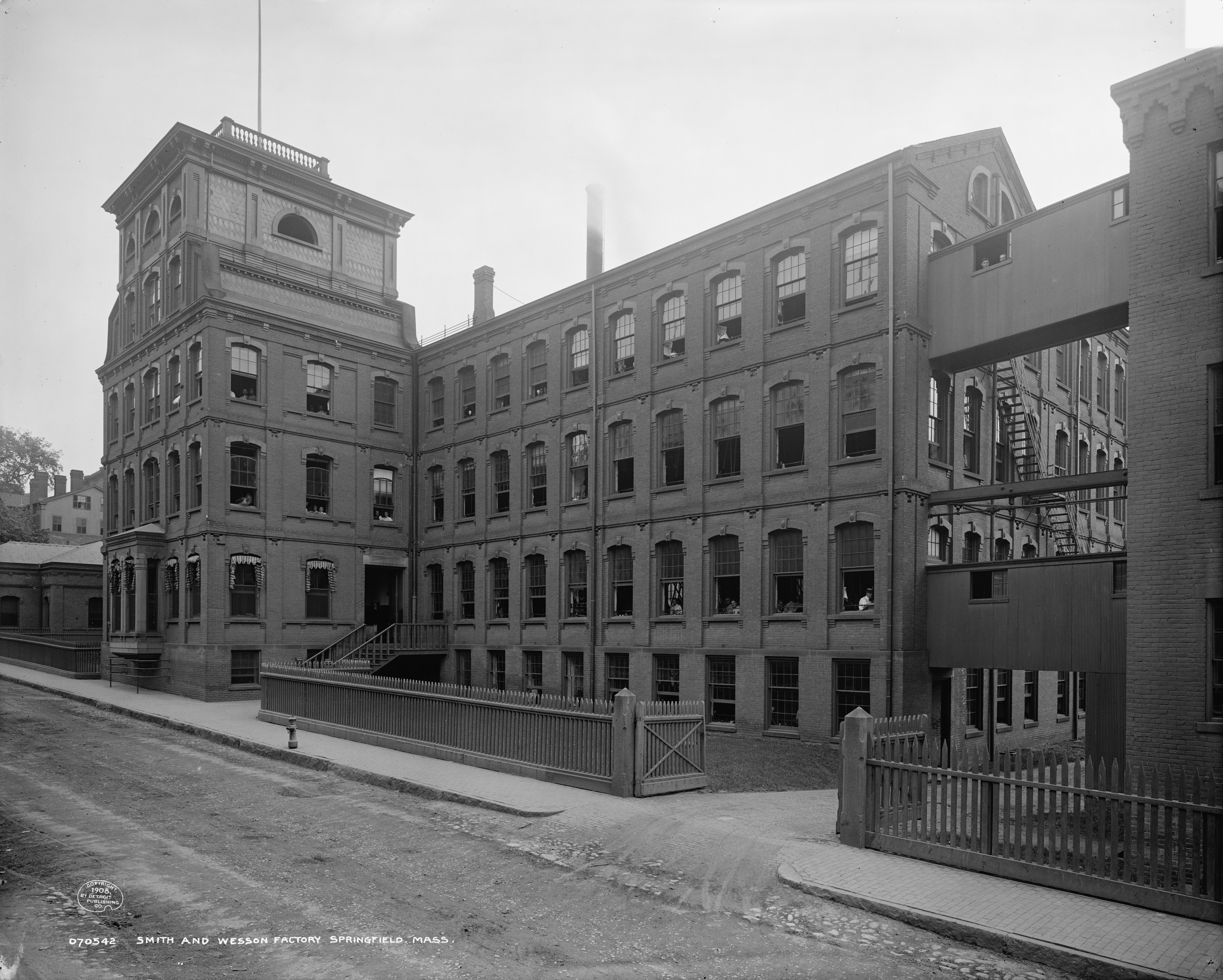
A Smith & Wesson gyára Springfieldben, 1908. körül

A Smith & Wesson (IPA: [ˈsmɪθ ænd ˈwɛsən]) (NASDAQ: SWHC) (S&W) az Amerikai Egyesült Államok legnagyobb kézifegyvergyártója. A vállalat központja a massachusettsi Springfieldben van. 1852-ben alapította Horace Smith (1808–1893) és Daniel B. Wesson (1825–1906), mára a Smith & Wesson pisztolyokat és revolvereket világszerte használják a rendőrségnél és hadseregben egyaránt. Sportlövészetben is kedvelt és számos hollywoodi filmben is szerepelt, pl. a Clint Eastwood főszereplésével készült Piszkos Harryben. A Smith & Wesson az évek során előállított sokféle lőszerről is ismert.